# نور العيون (فلم)
نور العيون هو فيلم موسيقي مصري من إخراج حسين كمال وبطولة فيفي عبده، عادل أدهم، محمود الجندي ومحمد توفيق، صدر الفيلم في 16 أبريل 1991. الفيلم مأخوذ عن قصة قصيرة للكاتب نجيب محفوظ.

## نبذه
يقتل دعبس غريمه حسونة، وتلد أرملته ابنتها نور التي تخفى ابنتها عن العيون، وبعد وفاة الأم تجد الابنة نفسها وحيدة دون أن تغفل ماضيها ورغبتها في الانتقام من دعبس، وتتزوج نور من ابن عمها محسن الذي يحاول دفعها للرذيلة، ويتسبب في إدخالها السجن ظلمًا في قضية دعارة وبعد انتهاء مدة عقوبتها تحصل على الطلاق. تقرر العمل في مصنع دعبس لكي تنتقم منه.

## طاقم العمل
- فيفي عبده بدور نور العيون
- عادل أدهم بدور دعبس أبو السعود
- محمود الجندي بدور محسن الطرابيشي
- محمد توفيق بدور الشيخ الدرديري
- عبد السلام محمد بدور كرم السلحدار

## وصلات خارجية
- مقالات تستعمل روابط فنية بلا صلة مع ويكي بيانات